# 第五代卡梅伦的费尔法克斯勋爵托马斯·费尔法克斯
第五代卡梅伦的费尔法克斯勋爵托马斯·费尔法克斯MP（1657年4月16日—1710年1月6日）是一位英格兰贵族和政治家。

## 个人生活
托马斯·费尔法克斯 (Thomas Fairfax) 出生于1657年4月16日，他是第一代卡梅伦的费尔法克斯勋爵托马斯·费尔法克斯(Thomas Fairfax) 的曾孙，他的堂兄是英格兰内战中新模范军的司令第三代卡梅伦的费尔法克斯勋爵托马斯·费尔法克斯 (Thomas Fairfax)。他的父亲是第四代勋爵亨利·费尔法克斯，母亲是弗朗西斯·巴维克。

## 职业生涯
托马斯于1675年毕业于牛津大学莫德林学院，其后在丹比伯爵麾下的约克郡民兵团中服役。光荣革命后，他被任命为卡斯尔顿勋爵步兵团的中校，这是一个为大同盟战争而组建的部队。1694年，国王威廉三世任命他为步兵团上校，并于1696年晋升为准将， 1703年，他以少将的身份退伍。
在1690年和1695年，他在国会议员任内一直支持托利党。他之所以能够进入英国议会，是因为他的头衔是苏格兰贵族的一部分；1707年联合法案颁布后，苏格兰贵族被取消英格兰议会席位，于是他被迫离开议会。
1704年，托马斯从安妮女王那里获得了为期三年的皇家许可证，被允许在西印度群岛海域寻找沉船和宝藏，但这次冒险最终无功而返。他于1710年1月6日去世。

## 家庭
1685年，托马斯与第二代科尔佩珀男爵托马斯·科尔佩珀的女儿凯瑟琳·科尔佩珀结婚。两人有七个孩子，包括托马斯·费尔法克斯，第六代卡梅伦费尔法克斯勋爵。